# Pandemia influenzale del 2009-2010
La pandemia influenzale del 2009-2010, causata dal virus H1N1, è stata una pandemia influenzale denominata influenza suina che, dal Messico, ha causato migliaia di morti e migliaia di contagi nel mondo, concentrati per la maggior parte nel continente americano.
È stata la prima pandemia del XXI secolo. La decisione dell'Organizzazione mondiale della sanità ha comportato il rafforzamento delle misure di sicurezza nei 193 Stati membri.
Per la prima volta descritto nell'aprile del 2009, il virus sembra essere un nuovo ceppo di H1N1, che risulta da un precedente riassortimento triplo tra virus influenzali di maiale, uccello e umano, successivamente ulteriormente combinato con l'influenza euro-asiatica dei maiali, da cui deriva il nome "influenza suina".
Al 6 agosto 2010 quando l'OMS dichiarò ufficialmente la fine della pandemia i casi confermati in tutto in modo erano 1 632 710 e i decessi 18 449, sebbene si stimi che il numero reale sia circa di 284 000 morti (da 150 000 a 575 000). Alcuni studi stimano invece che il numero di casi potrebbe essere compreso tra 700 milioni e 1,4 miliardi di persone, cioè dall'11 al 21 percento della allora popolazione di 6,8 miliardi.
Il virus sembra colpire caratteristicamente le persone adulte sane e molto meno, al contrario dell'influenza classica, gli anziani e bambini. Riguardo agli anziani, questo è probabilmente dovuto al fatto che in parte fossero vaccinati contro l'influenza stagionale, e sembra che questa protezione diminuisca la capacità di infezione del virus su questi individui.
L'alimentazione a base di carne suina non comporta la possibilità di contrarre l'infezione, che si trasmette da uomo a uomo per via aerea come le comuni influenze.

## Storia della pandemia
Nell'aprile 2009 l'Organizzazione mondiale della sanità (OMS) e i Centers for Disease Control and Prevention hanno lanciato l'allarme, sostenendo che il virus si trasmetteva direttamente tra persone (senza quindi che fosse necessario il contatto con l'animale infetto), arrivando a definire possibile una pandemia influenzale. Dall'aprile 2009 sono stati accertati focolai di infezione in Messico.
Il numero dei casi, la presenza di morti accertati e la trasmissione da persona a persona hanno fatto salire il livello di allarme. Casi sporadici sono sospettati anche in altri paesi americani. In Centro America, molti ospedali erano utilizzati per la quarantena dei potenziali contagiati.
Alla notevole contagiosità si contrapponeva una pericolosità decisamente bassa. Stando a risultati di analisi statistica, si può dedurre che la semplice influenza stagionale produce un numero di vittime di gran lunga superiore a quelle provocate dal virus A/H1N1.

### La dichiarazione di pandemia
Nel giugno 2009 l'OMS ha dichiarato l'allarme pandemia a seguito degli sviluppi nella diffusione del virus A-H1N1. Il livello d'allerta è stato elevato a 6, pari al massimo dell'emergenza.
L'OMS dopo una riunione d'emergenza tenuta il 27 aprile aveva deciso di portare il livello di rischio pandemico da 3 a 4 (su una scala che va da 0 a 6), per poi passarlo al quinto il 29 aprile.
Nel caso di pandemia si valuta la percentuale di persone contagiabili a livello molto elevato. Gli Stati Uniti hanno dichiarato l'emergenza sanitaria.
Il 3 giugno l'OMS ha comunicato di aver alzato il livello d'allerta a 6, ovvero al massimo della scala pandemica. L'11 giugno l'OMS dichiara ufficialmente la pandemia, quando nel mondo vi sono 28 774 casi confermati e 144 decessi. Il 14 luglio la stessa OMS la dichiara inarrestabile, avvertendo che tutti i paesi dovranno rifornirsi del vaccino.

### Critiche alla gestione della pandemia
L'8 giugno 2010 Margaret Chan, Direttore generale dell'OMS, risponde alle accuse di Fiona Godlee del BMJ relative al sospetto di influenze ricevute dalle case farmaceutiche sulla dichiarazione dello stato di pandemia da parte dell'OMS: "Senza dubbio, l'editoriale del BMJ lascerà a molti lettori l'impressione che la decisione dell'OMS di dichiarare lo stato di pandemia è stato almeno in parte influenzato da un desiderio di aumentare i profitti dell'industria farmaceutica. Il punto è però che la decisione di aumentare il livello di rischio di allerta di pandemia si è basato su chiari criteri epidemiologici e virologici. È difficile piegare questi criteri, quale che siano le motivazioni" e ancora: "Le accuse secondo le quali l'OMS avrebbe modificato la sua definizione di pandemia per venire incontro a un evento meno severo (a beneficio dell'industria) non è supportato dai fatti".
L'eurodeputata verde di Europa Ecologia, Michèle Rivasi, ha chiesto che venga istituita una commissione d'inchiesta parlamentare sulla gestione da parte dell'Unione europea della pandemia dell'influenza A.
Wolfgang Wodarg, presidente tedesco della commissione Sanità del Consiglio d'Europa, ha parlato di una "falsa pandemia", accusando esplicitamente le industrie farmaceutiche di aver influenzato la decisione dell'Organizzazione mondiale della sanità di dichiarare la pandemia: "Per promuovere i loro farmaci brevettati e i vaccini contro l'influenza, le case farmaceutiche hanno influenzato scienziati e organismi ufficiali, competenti in materia sanitaria, e così allarmato i governi di tutto il mondo: li hanno spinti a sperperare le ristrette risorse finanziarie per strategie di vaccinazione inefficaci e hanno esposto inutilmente milioni di persone al rischio di effetti collaterali sconosciuti per vaccini non sufficientemente testati".

#### Lo studio delJournal of Epidemiology and Community Health
Nel 2013 uno studio pubblicato dal Journal of Epidemiology and Community Health ha evidenziato come le comunicazioni al pubblico sui rischi di questa epidemia siano state influenzate da interessi personali dei ricercatori accademici. Lo studio riguardante il conflitto di interessi fra accademici, è stato stimolato dal fatto che le comunicazioni fornite ai mass media possono influenzare il timore del pubblico e la richiesta di prodotti farmaceutici, ed è stato focalizzato sui possibili conflitti d'interesse degli accademici che rilasciarono commenti nella fase iniziale della pandemia sui giornali inglesi.
L'analisi è stata fatta sulle dichiarazioni riportate come tali sulla stima del rischio di pandemia, confrontandola con le stime ufficiali e inoltre è stata verificata la promozione o lo scoraggiamento all'utilizzo di inibitori della neuraminidase o di vaccini specifici per H1N1.
Contemporaneamente, e indipendentemente sono state acquisite informazioni sul conflitto di interesse per ogni ricercatore. Da questo studio risulta che i commenti degli accademici sulla pandemia furono statisticamente i secondi più quotati dopo quelli del ministero della salute. Un accademico su due forniva una stima maggiore del rischio rispetto alle valutazioni ufficiali ministeriali, le stime degli accademici aventi un conflitto di interesse furono 5,8 volte maggiori rispetto a quelle date dai colleghi senza conflitto d'interesse. Un accademico su due aveva fornito indicazioni sull'utilizzo di inibitori, in questo caso la promozione dell'uso degli stessi da parte di ricercatori con conflitto di interesse era stata 8,4 maggiore rispetto a quella di accademici che sull'argomento non si erano espressi.

## Casi confermati
La grande maggioranza dei casi e dei decessi sono registrati nel continente americano, in particolare negli Stati Uniti e in Messico. Nel resto del mondo le zone più colpite sono l'Australia e l'Europa, in particolare Regno Unito, Spagna e Ucraina.
Pare che tutto abbia avuto inizio nel febbraio 2009 quando si ammala Edgar Hernandez, 4 anni, di La Gloria (Municipalità di Perote, Veracruz), villaggio messicano caratterizzato dalla presenza di un gigantesco allevamento di maiali. Da lì l'inizio di una crisi che sarebbe diventata internazionale solo il successivo 24 aprile.
Quando l'11 giugno 2009 l'OMS dichiarò la pandemia nel mondo vi erano 28 774 casi confermati e 144 decessi. Al 6 agosto 2010 quando l'OMS dichiarò ufficialmente la fine della pandemia i casi confermati in tutto in modo erano 1 632 710 e i decessi 18 449.

### Africa
Nel continente africano, al 6 agosto 2010, ci sono stati 14 580 casi confermati e 168 decessi. I seguenti Stati sono i più colpiti dalla nuova influenza: Algeria, Marocco, Kenya, Tanzania, Uganda, Zambia e soprattutto Sudafrica, il quale, nonostante alcune misure restrittive criticate fortemente dall'OMS, ha avuto 12 378 casi confermati e 64 decessi.

### America meridionale
In tutti i paesi sudamericani, tranne la Guyana francese, si sono registrati casi certi di febbre suina. I paesi con il maggior numero di infetti sono Cile e Argentina, mentre la maggioranza dei decessi è localizzata nel secondo paese. L'America meridionale conta oltre 16 000 casi confermati e più di 100 morti.

#### Argentina
L'Argentina è il secondo paese sudamericano per numero di casi confermati ed è in assoluto il paese sudamericano con il maggior numero di decessi (nonché il terzo in tutto il mondo). I casi certi sono quasi 3 000, il primo dei quali è stato confermato dalle autorità di Buenos Aires il 7 maggio 2009, mentre i morti sono 94.
Tra il 28 aprile e il 15 maggio le autorità argentine hanno vietato ogni aereo da e per il Messico a scopo precauzionale.

#### Brasile
Il Brasile presenta oltre 1 000 casi confermati di influenza A e due decessi. I primi quattro casi sono stati confermati il 7 maggio: due a San Paolo, uno a Rio de Janeiro e uno a Minas Gerais. Il primo caso di morte è stato confermato dal ministro della salute brasiliano, José Gomes Temporão, il 28 giugno.

#### Cile
Il Cile è il paese sudamericano più colpito dal punto di vista dei casi clinici. Al 13 luglio 2009 sono confermati oltre 9 000 casi e 19 decessi. Il primo case risale al 17 maggio ed è stato confermato dallo stesso Ministro della sanità cileno. Il primo caso di morte riguarda un trentasettenne di Puerto Montt ed è datato 3 giugno, mentre il secondo caso di morte viene annunciato il 12 giugno.

#### Perù
Il Perù è il terzo paese dell'America Latina per numero di casi, mentre è quinto per il numero di decessi. Al 13 luglio presenta più di 1 700 casi confermati e cinque decessi. Il primo caso confermato risale al 27 aprile 2009 e riguardava una donna peruviana di ritorno dal Messico.

#### Altri Stati
Al 13 luglio 2009 altri Stati non sopra citati presentano in totale quasi 2 000 casi confermati e 18 decessi. Tra questi paesi il più colpito è l'Uruguay, il quale conta oltre 500 casi e ben 9 morti, il primo dei quali risale al 29 giugno.

### America settentrionale e centrale
L'America settentrionale e centrale è la parte del mondo maggiormente colpita dalla pandemia, con oltre 135 000 casi confermati e quasi 5 000 morti concentrati principalmente in tre paesi: Canada, Stati Uniti e Messico.

#### Canada
Il Canada, al 13 luglio, conta quasi 10 000 infezioni confermate e 39 decessi. Il primo caso di infezione risale al 30 aprile ed è legato, come in molti casi, a un turista appena rientrato dal Messico. I casi di decessi si concentrano nelle seguenti province canadesi: Québec, Ontario, Manitoba, Alberta e Saskatchewan.

#### Messico
Il Messico è il paese dal quale sembra essere partita la pandemia. Al 2 settembre 2009 risultava tra i paesi maggiormente colpiti di tutto il mondo, con 21 857 infezioni accertate e 195 decessi.
Il primo caso accertato risale al 2 aprile 2009 mentre il primo decesso è datato 13 aprile, nello Stato di Oaxaca. Una buona parte dei casi è presente in Città del Messico, dove, d'altronde, risiede un decimo della popolazione messicana.
Diversamente da altri paesi americani, il Messico bloccò i voli internazionali contro l'influenza H1N1. Questo provvedimento viene ricordato come un esempio "da manuale" della pericolosità di questo provvedimento per arginare la pandemia: secondo Walter Ricciardi, professore all'Università Cattolica di Roma e delegato dell'Organizzazione mondiale della sanità in Italia, il calo del 40% nel flusso dei viaggiatori ha portato a un ritardo dell'arrivo dell'infezione in altri paesi di meno di tre giorni. Questi dati furono confermati da ricercatori dell'Isi di Torino, dell'Inserm francese e dell'Università dell'Indiana che nel 2011 hanno analizzato in dettaglio i dati.
La gravità della situazione costrinse il governo messicano a imporre misure di confinamento al fine di limitare la diffusione della malattia, partendo con la chiusura di tutte le scuole, università, musei, teatri e biblioteche e l'annullamento di eventi pubblici nella capitale e nel vicino Stato federato del Messico dal 24 aprile 2009. Il 25 aprile il presidente Felipe Calderón proclamò lo stato di emergenza per l'epidemia e lo stesso giorno le scuole e università furono chiuse nello Stato federato di San Luís Potosi. Il 27 aprile il segretario alla salute José Angel Córdova annunciò che la chiusura delle scuole sarebbe stata estesa a tutto il territorio nazionale. Dal 1º al 5 maggio il governo ordinò la chiusura a livello nazionale della maggior parte delle attività economiche, esortando i cittadini a rimanere in casa e a evitare i contatti con altre persone. Il 6 maggio riaprirono tutte le attività coinvolte dal blocco, con l'eccezione delle scuole superiori e università, che riaprirono il 7 maggio, e le scuole di grado minore, che riaprirono l'11 maggio.
La pandemia ha avuto anche un forte impatto sull'economia messicana, già colpita dalla crisi finanziaria ed economica mondiale. La Banca Mondiale ha stanziato a favore della popolazione messicana 25 milioni di dollari per l'assistenza nel breve termine e 180 milioni per l'assistenza di lungo termine. La stessa politica è stata adottata dal Fondo Monetario Internazionale.

#### Stati Uniti
Gli Stati Uniti sono il paese più colpito dall'influenza A di tutto il mondo. I casi confermati sono circa 100 000 e i decessi 3 900. Primi casi apparvero nel marzo 2009 in California, per poi allargarsi progressivamente a Texas, Arizona, New York e il resto degli Stati (a fine maggio furono contagiati abitanti di tutti i cinquanta Stati).
Il 28 aprile 2009 il direttore del Centers for Disease Control and Prevention ha annunciato il primo decesso per febbre suina sul suolo americano: si tratta di un bambino di ventitré mesi appena rientrato dal Messico. Lo Stato maggiormente colpito tra i cinquanta è quello di New York, dove si registrano 2 500 casi e oltre 60 morti.
Il governo degli Stati Uniti, di comune accordo con il CDC e la Food and Drug Administration, ha dichiarato l'emergenza sanitaria, chiarendo tuttavia che non verranno chiuse le frontiere con lo Stato messicano.

### Asia
Il continente asiatico, nonostante quasi 54 000 contagiati, ha registrato 1 992 decessi. Il maggior numero di casi si registra nella parte sudorientale del continente (Cina, Hong Kong e Giappone), mentre nove morti sono nella sola Thailandia.

#### Cina
La Repubblica Popolare Cinese ha quasi 2 500 casi confermati e nessun decesso. Il primo caso risale al 10 maggio. Il General Administration of Quality Supervision, Inspection and Quarantine, l'organo del Ministero della sanità cinese che si occupa di terrorismo chimico, quarantene ed epidemie, sin dalla notte del 26 aprile aveva annunciato i primi pazienti con sintomi adatti alla febbre suina.
Il 2 maggio il governo cinese ha deciso di vietare ogni volo da e per il Messico.

#### Giappone
Il Giappone ha registrato, sino al 13 luglio, 2 273 casi di influenza suina e nessun decesso. I primi tre casi di influenza A nel paese nipponico risalgono all'8 maggio e riguardano tre giapponesi di rientro da Oakville.

#### Thailandia
La Thailandia, al 13 luglio, presenta poco più di 2 400 casi confermati e nove decessi (su undici totali del continente asiatico). La maggior parte dei casi sono concentrati nella metropoli di Bangkok.

#### Altri Stati
Altri Stati asiatici particolarmente colpiti sono le Filippine, Singapore e la Malaysia. In particolare i primi due registrano, rispettivamente, 1 700 (con un decesso) e 1 200 casi confermati. Un altro decesso è segnalato nel Sultanato del Brunei.

### Europa
Il continente europeo, al 6 agosto 2010, ha circa 130 000 casi confermati e 4 879 decessi. Il paese in assoluto più colpito è il Regno Unito.

#### Italia
Morti
     Casi confermati
     Senza sospetti

Morti
Casi confermati
Senza sospetti

A fine aprile 2009 una donna proveniente da San Diego è stata ricoverata a Venezia come caso sospetto. Al 30 aprile 2009 nella penisola si contavano circa venti casi sospetti, ma nessuno di questo è stato confermato.
Il 2 maggio viene riscontrato il primo caso positivo di questa influenza. Il paziente è stato ricoverato nell'ospedale di Massa il 23 aprile 2009 dove è stato prontamente curato e guarito. Il secondo caso si registra il giorno dopo. Il paziente affetto era ritornato dal Messico e viene ricoverato a Roma, dove guarisce.
La Coldiretti, la più grande associazione di rappresentanza e assistenza dell'agricoltura italiana, ha invitato la popolazione ad acquistare carne di maiale e salumi, evitando il panico.
Il 18 luglio sono 258 gli italiani colpiti dal virus H1N1, fortunatamente tutti guariti o comunque in buone condizioni di salute.
Il 26 luglio è morto il primo italiano, residente in Argentina.
Sabato 29 agosto viene ricoverato in gravi condizioni all'ospedale di Monza un ragazzo di 24 anni, di Parma, che ha contratto il virus. Si tratta del primo grave caso sulla penisola il 3 settembre i medici hanno dichiarato che il paziente ha battuto il virus; ciononostante egli rimane in coma e in prognosi riservata per le complicanze sopraggiunte; lascerà l'ospedale di Monza solo in ottobre.
Il 4 settembre si è verificata la prima vittima in Italia: un napoletano di 51 anni, colpito dal virus è deceduto dopo essere stato ricoverato in gravi condizioni. La morte è sopravvenuta non per gli effetti del virus, ma per il complicarsi delle importanti patologie da cui era già da tempo affetto il paziente.
Il 19 settembre muore una donna di 46 anni ricoverata dal 30 agosto all'ospedale Papardo di Messina. La donna, che aveva contratto il virus da alcuni familiari di ritorno da una vacanza in Inghilterra, non soffriva di patologie pregresse. Si tratta perciò del primo decesso in Italia causato dal solo virus H1N1.
L'ultimo comunicato emesso dal Ministero della Salute fissa a 229 il numero di «vittime collegate alla nuova influenza» che, in rapporto al numero stimato dei casi al 31 gennaio 2010 (4 408 000) corrisponde a una letalità di circa lo 0,005%, molto meno rispetto a quella della passata influenza H3N2.

#### Regno Unito
Il Regno Unito è tra i paesi europei quello maggiormente colpito. Al 13 luglio conta quasi 10 000 casi confermati (il primo dei quali è datato 27 aprile) e 14 decessi, il primo dei quali è avvenuto il 12 giugno: La persona deceduta è una donna scozzese di 38 anni che all'inizio di giugno aveva dato alla luce il suo bimbo mentre era ricoverata al Royal Alexandra Hospital di Paisley, vicino a Glasgow, per l'infezione. Il neonato, venuto al mondo dopo 29 settimane di gravidanza, è risultato negativo ai test per il virus. Questo decesso è il primo in assoluto per il territorio europeo.
Il 2 luglio Andy Burnham, ministro della salute britannico, ha dichiarato che la pandemia è ormai fuori controllo e che si prevedono 100 000 casi di contagio al giorno entro la fine di agosto.

#### Spagna
Il 27 aprile il ministro spagnolo della salute annuncia che un cittadino spagnolo di 23 anni, di rientro dal Messico, ha contratto il virus. Questo è il primo caso confermato in Europa.
Al 13 luglio la Spagna conta oltre 1 000 casi confermati di infezione e due decessi. Il primo di questi decessi è datato 30 giugno e riguarda una diciannovenne di Madrid. È il primo decesso nell'Europa continentale. La seconda morte viene confermata il 9 luglio: si tratta di un uomo di 41 anni residente delle isole Canarie.

### Oceania
Al 6 agosto 2010 l'Oceania presenta quasi 50 000 casi confermati e 1 858 decessi. I paesi più colpiti sono due dei più popolosi, ovvero Australia e Nuova Zelanda.

#### Australia
Lo Stato australiano è uno dei paesi più colpiti al mondo. Al 13 luglio presenta quasi 9 000 casi confermati e 18 decessi, il che lo rende il sesto paese per numero di morti. Il primo decesso risale al 19 giugno e riguarda un aborigeno di 26 anni proveniente da Kiwirrkurra, una comunità localizzata nel deserto di Gibson.

#### Altri stati
Negli altri paesi oceanici i casi confermati sono pochi, senza alcun decesso. Il paese tra questi maggiormente colpito è la Repubblica delle Figi, con 19 casi confermati.

## Campagne vaccinali
Molteplici governi hanno intrapreso una campagna vaccinale nell'inverno 2008-09, stabilendo contratti con industrie farmaceutiche per la produzione su scala industriale del vaccino. Tuttavia l'impatto del virus si è dimostrato molto minore di quanto previsto o comunicato.

### Francia
Il governo francese ha deciso di disdire 7 milioni di dosi di vaccino già ordinate. Daniel Vasella, l'amministratore delegato di Novartis, ha dichiarato che "il governo francese non ha rispettato i propri impegni", minacciando "Alla prossima pandemia - perché ci sarà una nuova pandemia - serviremo prioritariamente gli Stati 'affidabili'".

### Italia
Il governo Berlusconi IV ha deciso di fornire la co-somministrazione del vaccino contro l'influenza da virus A/H1N1 assieme al vaccino dell'influenza stagionale.
A tal fine ha concluso un contratto di produzione con la Novartis, inizialmente tenuto segreto. Il contratto è stato firmato il 21 agosto 2009 tra il direttore generale del ministero della Salute, Fabrizio Oleari, e l'amministratore delegato di Novartis Vaccines, Francesco Gulli. Il testo prevede la fornitura di 24 milioni di dosi di vaccino, al costo di 184 milioni di euro, IVA inclusa.
Il contratto è stato giudicato penalizzante dalla Corte dei Conti, che ha accusato il governo di aver accettato clausole troppo favorevoli all'azienda, quali l'assenza di penali, l'acquisizione da parte del ministero dei rischi e il risarcimento alla multinazionale per eventuali perdite. Tra le clausole capestro accettate dal Ministero della Salute:
- Novartis è obbligata a produrre le dosi di vaccino e a rispettare l'accordo con il ministero della Salute. Ma solo fino a quando ciò sia ritenuto "ragionevole";
- il governo si impegna a risarcire eventuali danni alla salute prodotti dall'uso del vaccino, tenendo indenne Novartis. La multinazionale risponde soltanto dei difetti di fabbricazione;
- se il prodotto non viene consegnato per mancato ottenimento dell'autorizzazione all'immissione al commercio e di prove cliniche positive, il Ministero dovrà risarcire l'azienda con 24 milioni di euro netti a forfait;
- la confezione è decisa da Novartis, e il Ministero non è autorizzato ad apportare modifiche alla confezione né ad alterare, oscurare, rimuovere o manomettere il marchio commerciale;
- Novartis si impegna a consegnare entro una data concordata il vaccino, ma qualora non sia in grado di consegnare il prodotto basta una comunicazione al Ministero sette giorni prima della scadenza, per ottenere un rinvio concordato tra le parti. E se il ministero si dovesse trovare impossibilitato a ritirare il prodotto, Novartis potrà rivenderlo ad altri clienti o fatturare al ministero quanto non ritirato, con la possibilità di rivenderlo comunque dopo 90 giorni;
- le parti si impegnano a mantenere assoluto riserbo sulle informazioni riservate.

Le dosi effettivamente prodotte e consegnate da Novartis ammontano a 10 milioni, quelle utilizzate a 900 000. Ancora a marzo 2010, diverse ASL hanno segnalato la disponibilità in stock di più della metà dei vaccini consegnati. In Lombardia, solo il 10% delle dosi sono state somministrate. Il Ministero ha iniziato a pianificare il ritiro delle dosi inutilizzate, che secondo indicazione dell'OMS scadranno in estate.
Il ministro Ferruccio Fazio ha annunciato di voler aprire una trattativa con la Novartis per i vaccini ordinati ma non ancora prodotti, e di considerare la possibilità di cedere all'Organizzazione mondiale della sanità 2,5 milioni di vaccini, il 10% della fornitura italiana, più una eventuale ulteriore fornitura risultante dai vaccini non utilizzati dalle regioni.
In Italia, entro metà novembre, risultavano colpite dal virus circa 1,5 milioni di persone, con 70 decessi e 160 000 vaccinati.

### Regno Unito
Il governo britannico ha ordinato 132 milioni di dosi di vaccino (due per ogni cittadino). I vaccinati sarebbero 4,25 milioni, tra i 17 milioni dei gruppi più a rischio. Solo 13 milioni di dosi sarebbero state consegnate, mentre le restanti 119 milioni sarebbero ancora in stoccaggio o in produzione. Il governo starebbe negoziando con GlaxoSmithKline e Baxter International per ridurre l'ordine, mentre l'allerta è cessata. Tuttavia sono iniziate le polemiche riguardo allo spreco di denaro pubblico.